# 晚間專綫
《晚間專綫》(英語：Phoenix Nightline)是自2025年7月1日起的22點播出的新聞節目，節目時長30分鐘，與youtube平台同步。周一至周五上映。

## 歷史
2025年5月22日，鳳凰衛視常務副行政總裁兼總編輯孫玉勝接受專訪時透露，計劃在晚上額外增加一個粵語新聞節目。7月1日起以《午間快綫》和《全球新聞報道》為基礎，加設《晚間專綫》及開播。